# Physopyxis
Physopyxis es un género de peces actinopeterigios de agua dulce, distribuidos por ríos y lagos de América del Sur.

## Especies
Existen solamente tres especies reconocidas en este género:
- Physopyxis ananas Sousa y Rapp Py-Daniel, 2005
- Physopyxis cristata Sousa & Rapp Py-Daniel, 2005
- Physopyxis lyra Cope, 1872